# Floroglucinol
Floroglucinol is een benzeentriol. De stof wordt gebruikt in de synthese van geneesmiddelen en explosieven. De stof komt voor in twee tautomeren: 1,3,5-trihydroxybenzeen met fenolachtige eigenschappen en 1,3,5-cyclohexaantrion met eigenschappen die op een keton lijken. Deze laatste vorm wordt ook aangeduid met de naam floroglucine. De twee tautomeren zijn met elkaar in evenwicht:
Floroglucinol is vanwege zijn polyfunctionaliteit een veelgebruikt intermediair in syntheses. De stof kan uit water worden omgekristalliseerd, waarbij een dihydraat met een smeltpunt van 116-117°C ontstaat. De watervrije vorm smelt pas bij 218-220°C. De stof ontleedt als geprobeerd wordt het kookpunt te bepalen. Floroglucinol kan wel gesublimeerd worden.

## Synthese, isolatie en reacties
Floroglucinol is voor het eerst uit de schors van fruitbomen geïsoleerd. Er is een aantal chemische syntheses bekend voor deze stof. Als voorbeeld mag daarbij de route genoemd worden die uitgaat van 1,3,5-trinitrobenzeen:
De synthese valt op door het feit dat gewone anilines niet reageren met een hydroxide. Omdat het triaminobenzeen ook in een tautomeer evenwicht verkeerd met zijn imine, is het gevoelig voor hydrolyse.
De verbinding gedraagt zich als een keton in zijn reactie met hydroxylamine, waarbij het trisoxime gevormd wordt. Anderzijds gedraagt het zich als een benzeentriol. 1,3,5-trimethoxybenzeen ontstaat bij het methyleren van de verbinding.

## Natuurlijk voorkomen
Floroglucinol komt van nature voor in een aantal soorten planten, zoals Dryopteris arguta, een niervaren uit het westen van de Verenigde Staten. In bruinwieren komen ook derivaten van floroglucinol voor die bekendstaan als florotannines.

## Metabolisme
Floretine wordt door floretinehydrolase met water omgezet in floretaat en floroglucinol.

## Toepassingen
Floroglucinol wordt vooral toegepast bij printen. Het koppelt azo-kleurstoffen waardoor een goed hechtende diepzwarte kleur ontstaat.
Een aantal geneesmiddelen en explosieven wordt op basis van floroglucinol gesynthetiseerd. Daarnaast vindt het toepassing bij het bestrijden van galstenen en verwante maag- en darmproblemen. Floroglucinol heeft een aspecifiek spasmolitisch effect op bloedvaten, luchtwegen, darmen, urinewegen en galblaas. Om deze reden wordt het toegepast bij problemen met deze organen.
Bij het botanisch anatomisch onderzoek aan planten wordt "floroglucine-HCl" gebruikt om houtstof (lignine) in microscopische preparaten aan te tonen met een kleurreactie. Houtstof-bevattende celwanden worden daarbij rood gekleurd.